# Seiichiro Maki
Seiichiro Maki (prefektura Kumamoto, 7. kolovoza 1980.) bivši je japanski nogometaš.

## Klupska karijera
Igrao je za klubove JEF United Chiba, Amkar Perm, Shenzhen Ruby, Tokyo Verdy i Roasso Kumamoto.

## Reprezentativna karijera
Za japansku reprezentaciju igrao je od 2005. do 2009. godine, odigravši 38 utakmica i postigavši 8 pogodaka.
S japanskom reprezentacijom je igrao na jednom svjetskom prvenstvu (2006.).

## Statistika
| Japan  | Japan | Japan |
| Godina | Nas.  | Gol.  |
| ------ | ----- | ----- |
| 2005.  | 3     | 0     |
| 2006.  | 14    | 3     |
| 2007.  | 9     | 4     |
| 2008.  | 9     | 1     |
| 2009.  | 3     | 0     |
| Ukupno | 38    | 8     |

## Vanjske poveznice
- National Football Teams
- Japan National Football Team Database